# Euagra interclusa
Euagra interclusa är en fjärilsart som beskrevs av Walker 1854. Euagra interclusa ingår i släktet Euagra och familjen björnspinnare. Inga underarter finns listade i Catalogue of Life.